# قسم خبريز الريفي (مقاطعة أرسنجان)
قسم خبریز الريفي (بالفارسية: دهستان خبریز) هي منطقة سكنية تقع في إيران في قسم. يقدر عدد سكانها بـ 6,338 نسمة .